# Eberhard Lovén

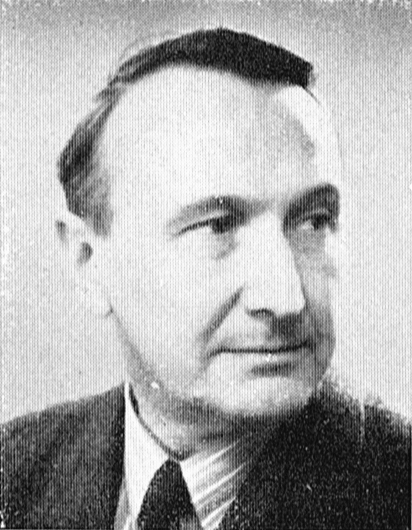
Eberhard Lovén

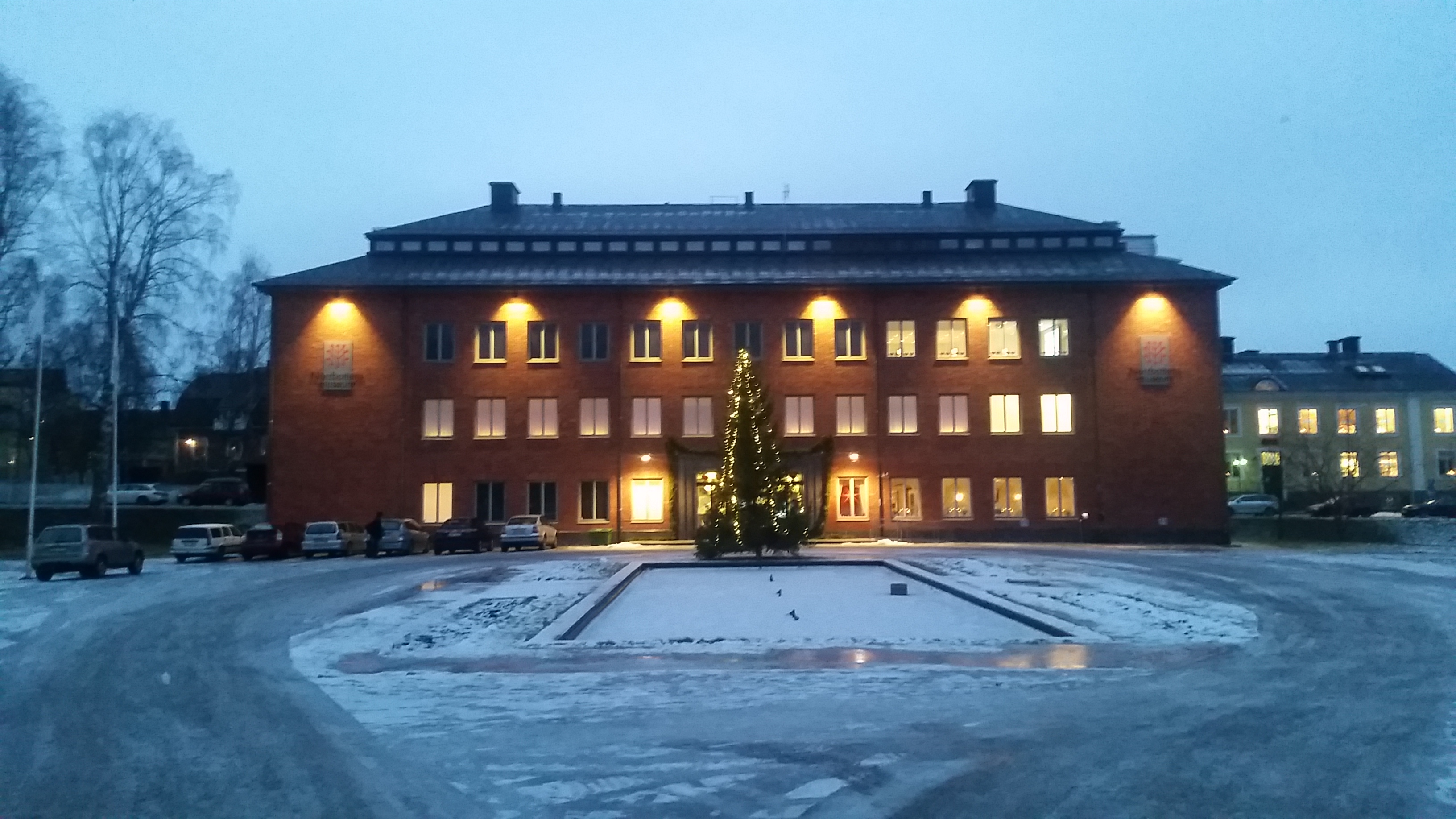
Norrbottens museum

Sven Ludvig Olof Eberhard Lovén, född 21 juli 1891 i Landskrona, död 15 oktober 1985, var en svensk arkitekt. Han var son till Nils Eberhard Lovén.
Efter studentexamen i Lund utexaminerades Lovén från Kungliga Tekniska högskolan 1917 och från Kungliga Konsthögskolan 1921. Han var anställd på arkitektkontor 1917–1924, bland annat hos Gunnar Asplund, Cyrillus Johansson och hos länsarkitekt Olof Lundgren samt var länsarkitekt i Norrbottens län 1925–1956. Han tjänstgjorde utom stat som arkitekt vid Byggnadsstyrelsen från 1927 och studerade som Rothsteinsk stipendiat stadsplaneväsendet i Tyskland 1930. Han bedrev egen arkitektverksamhet 1924–1936. Han har bland annat ritat länsmuseet i Luleå. Eberhard Lovén är begravd på Stora Hammars gamla kyrkogård.